# Toppini-Springaffe
Der Toppini-Springaffe (Plecturocebus toppini, Syn.: Callicebus toppini) ist eine südamerikanische Primatenart, die im Südosten Perus, im Norden Boliviens und im Osten des brasilianischen Bundesstaates Acre vorkommt. Die genauen Grenzen des Verbreitungsgebietes sind nicht bekannt. Es liegt wahrscheinlich zwischen dem Rio Purus im Norden, dem Río Ucayali und Río Urubamba im Westen und reicht nach Süden mindestens bis zum Río Madre de Dios, möglicherweise auch bis zum Río Tuichi.

## Merkmale
Der Toppini-Springaffe ähnelt dem Roten Springaffen (Callicebus cupreus), dessen Fell eigentlich eher bräunlich bis kupferfarben ist. Dagegen besitzt das Haarkleid des Toppini-Springaffen einen stärker rötlichen Farbton. Die Affen haben einen grauen bis bräunlichen Rücken, einen rötlichen Backenbart, dunkle rotbraune Ohren, gelbgraues Haar auf der Kopfoberseite und eine dunkle Linie über den Augen. Der Bauch, die Außenseiten der Unterschenkel und der Arme sind rötlich. Die Schwanzhaare sind grau und schwarz, die körpernahen zwei Drittel haben eine schwarze Spitze, weshalb der Schwanz dunkler erscheint als beim Roten Springaffen. Die Schwanzspitze ist weiß. Wie bei allen amazonischen Springaffen sehen Männchen und Weibchen gleich aus.

## Systematik
Der Toppini-Springaffe wurde im Jahre 1914 durch den britischen Zoologen Oldfield Thomas beschrieben, 1963 durch den Biologen Philip Hershkovitz zu einem Juniorsynonym des Braunen Springaffen (Plecturocebus brunneus) erklärt und 1990, nach Untersuchung weiterer Exemplare einschließlich des Holotyps, mit dem Roten Springaffen (Plecturocebus cupreus) synonymisiert. Mitte 2015 wurde Plecturocebus toppini dann wieder zu einer gültigen Art erklärt, nachdem Wissenschaftlern nach Freilandbeobachtungen der Unterschied zum Roten Springaffen aufgefallen war und diese Unterschiede durch die Untersuchung von präparierten Museumsexemplaren bestätigt wurden. Der Madidi-Springaffe (Plecturocebus aureipalatii, Wallace, 2005) ist möglicherweise ein Juniorsynonym von Plecturocebus toppini.